# Mariya Gúrova
Mariya Alexándrovna Gúrova (en ruso: Мария Александровна Гурова; Yegórievsk, 16 de abril de 1989) es una deportista rusa que compitió en lucha libre. Ganó cuatro medallas en el Campeonato Europeo de Lucha entre los años 2011 y 2018.

## Palmarés internacional
| Campeonato Europeo | Campeonato Europeo  | Campeonato Europeo | Campeonato Europeo |
| Año                | Lugar               | Medalla            | Categoría          |
| ------------------ | ------------------- | ------------------ | ------------------ |
| 2011               | Dortmund (Alemania) | Medalla de bronce  | 55 kg              |
| 2012               | Belgrado (Serbia)   | Medalla de bronce  | 55 kg              |
| 2014               | Vantaa (Finlandia)  | Medalla de oro     | 53 kg              |
| 2018               | Kaspisk (Rusia)     | Medalla de bronce  | 55 kg              |